# Jean Baudrillard
Jean Baudrillard (Reims, 27 juli 1929 - Parijs, 6 maart 2007) was een Franse socioloog, mediawetenschapper, cultuurcriticus en postmodern filosoof. 
Al in de jaren zeventig waarschuwde hij voor de uitwassen van de consumptiemaatschappij. Ook voorzag hij dat door de macht van de massamedia en hun niet aflatende behoefte om nieuws te maken de werkelijkheid steeds verder vervormd zou worden.

## Levensloop en werk
Baudrillard was enig kind en groeide op in Reims, waar zijn vader als politieman werkte. Zijn leergierigheid werd opgemerkt op het lyceum en hij kreeg een studiebeurs voor de École normale supérieure. Hij studeerde Duits aan de Sorbonne en gaf op verschillende middelbare scholen in Frankrijk les in deze taal. Daarna trad hij, als redacteur Duits, in dienst bij de uitgever Seuil en vertaalde het werk van diverse schrijvers, zoals Bertold Brecht, Peter Weiss en gedichten van Hölderlin.
Uit zijn eerste huwelijk kreeg hij twee kinderen. Ten tijde van de Algerijnse Oorlog kreeg hij een oproep voor de militaire dienst. Hij slaagde erin zijn diensttijd door te brengen als archivaris in het Filmcentrum van het leger in de buurt van Parijs, zodat hij zijn jonge kinderen van nabij kon zien opgroeien.
In 1965 begon hij met de studie sociologie, maar het jaar 1968 veroorzaakte een breuk in het leven van Baudrillard. Hij stopte met lesgeven op middelbare scholen en zette zich aan het schrijven van een doctorale studie over de sociologie van het dagelijkse leven. Tijdens de studentenopstand was hij een van de leidende figuren op de achtergrond.
De cultuurfilosoof en marxistische denker Henri Lefebvre nam hem onder zijn hoede. Vervolgens werd Baudrillard hoogleraar sociologie aan de universiteit van Nanterre na het voltooien van zijn habilitatie, L’autre par lui-même (De ander door hemzelf).
In dit boek verplaatst Baudrillard zich in de positie van een denkbeeldige reiziger, die stuit op vergeten manuscripten en probeert, zonder ondersteunende documenten, de maatschappij te reconstrueren die zij beschrijven.
Baudrillard doceerde aan verschillende universiteiten in Amerika en publiceerde dertig boeken, waarin hij zich over verschillende maatschappelijke onderwerpen uitsprak, zoals gender, politiek, discriminatie en de media.Tot aan zijn dood was Baudrillard eveneens verbonden aan de European Graduate School in Saas-Fee, als hoogleraar filosofie, cultuur- en mediakritiek.
Baudrillard is ook bekend door zijn werk als fotograaf. Naar verluidt kreeg hij zijn eerste fototoestel tijdens een reis door Japan, in 1981. In 1995 trouwde hij met Marine Dupuis, fotoredacteur bij het tijdschrift Sciences et Avenir, die hem bij veel van zijn reizen voor conferenties en exposities vergezelde.
Hij exposeerde onder meer op de Documenta van 2004 in Kassel met een tentoonstelling De wereld verdwijnt, een overzicht van zijn foto's sinds de jaren zeventig.
Op 6 maart 2007 overlijdt Baudrillard. Op uitdrukkelijke wens van de familie is er, tijdens een ingetogen plechtigheid op de begraafplaats van Montparnasse, geen gelegenheid voor condoleances en toespraken. De krant L'Express brengt een eerbetoon aan de overledene: Baudrillard is niet dood, maar hij leeft voort.

## Le Système des objets
In 1968 (hij was toen 39 jaar oud) publiceerde Baudrillard zijn eerste theoretische werk Le Système des objets. Hij behoorde, net als tijdgenoten Jacques Derrida, Jacques Lacan en Gilles Deleuze, tot de semiotische school, die zegt dat de betekenis van woorden alleen begrepen kan worden in hun onderlinge samenhang. Met andere woorden een "hond" is een "hond" omdat het "geen kat", "geen geit" en "geen boom" is. Het woord verwijst alleen naar zichzelf. Hetzelfde geldt voor objecten, beelden van objecten en tekens. Zij maken allemaal deel uit van een web, een samenhangend geheel. Het ene begrip kan niet los gezien worden van het ander.

## Aanval op consumptiemaatschappij
In 1970 verscheen zijn boek La Societé de consommation (De consumptiemaatschappij) waarin hij tegen de consumptiemaatschappij ten strijde trekt. In tegenstelling tot Karl Marx zegt hij dat de kapitalistische maatschappij niet zozeer gedreven wordt door productie, maar door consumptie. "De ideologische opwekking van behoeftes gaat vooraf aan de productie van goederen die deze behoeftes moeten bevredigen," zegt hij.
Karl Marx onderscheidde drie definities, waarmee de waarde der dingen gedefinieerd kan worden:
- de hoeveelheid kosten die gemaakt zijn om het product te maken,
- de ruilwaarde: wat krijgt iemand voor het product terug wanneer diegene het ruilt,
- de gebruikswaarde: hoe groot is het nut van het product.

Baudrillard voegt er nog een vierde betekenis aan toe: de symboolwaarde, die nauw verbonden is met de luxe en de status, die aan een product ontleend kan worden.
Eind jaren zeventig zag Baudrillard al aan dat de symboolwaarde al het andere ondergeschikt maakte. In de postmoderne wereld regeert het symbool. De persoon heeft geen inhoud meer; hij is slechts uiterlijke schijn. In Le système des objets schetst Baudrillard een welgestelde familie. Op een foto van hun eetkamer is te zien welke voorwerpen zij in de loop van hun leven vergaard hebben. In de visie van Baudrillard wordt de sociale hiërarchie ondergraven door bezitsdrang. Hij voorziet dat op den duur ook mensen vervangbaar worden. Mensen, zegt hij, worden zelf objecten. Replicanten zullen het zijn, want de mens zelf zal overbodig worden. Zoals Baudrillard het formuleert: Object has won, subject has lost.

## Baudrillards kunsttheorie
Baudrillard maakte voor de eerste keer kennis met de Verenigde Staten in 1970. Hij gaf les aan de universiteiten van Californië en maakte kennis met de grote intellectuelen van die tijd, zoals Marshall McLuhan en Paul Watzlawick. Hij zag de opkomst van de massamedia en schreef over de Amerikaanse samenleving dat "de aard van sociale relaties wordt bepaald door de communicatiemiddelen die een samenleving gebruikt." Daarmee verwees hij naar de beroemde uitspraak van Marshall McLuhan: The medium is the message.
Ook maakte Baudrillard opgang in Italië, waar hij als socioloog/filosoof ieder jaar werd uitgenodigd door geestverwant Umberto Eco. Een tiental jaar later is Baudrillard beroemd over de hele wereld. Hij raakte bekend als de David Bowie van de filosofie en een playboy intellectueel.
Tegelijkertijd schreef hij veelvuldig over de Avant-garde in New York en zijn ontmoeting met Andy Warhol
Hij beschreef de postmoderne Amerikaanse cultuur als een utopie die buiten de werkelijkheid staat en hanteert daarvoor het begrip hyperrealiteit. 
Baudrillard formuleerde een postmoderne visie op de functie van eigentijdse kunst en provoceerde in 1996 de kunstwereld met zijn boek Le complot de l'art. Volgens hem wordt bijvoorbeeld een schilderij niet meer bekeken voor wat het waard is als esthetisch object, maar vooral als een gesigneerd voorwerp. Het wordt daardoor het (handels) merk in het oeuvre van de kunstenaar.
De kunst bevindt zich, volgens Baudrillard, hiermee op een doodlopende weg. Wij baden volgens hem via de media in een alomtegenwoordigheid en grenzeloze aanwezigheid van communicatie in een geweldige hyperrealiteit van tekens en beelden. In zo'n "spektakelmaatschappij" (een begrip gelanceerd door Guy Debord) is alleen nog plaats voor boodschappen die als lege codes circuleren. Sommige beeldende kunstvormen kunnen als balsem een oase van communicatie vormen, als plek van rust, zegt Baudrillard.
In La guerre du Golfe n'a pas eu lieu (De Golfoorlog heeft niet plaatsgevonden) (1991) rekende hij af met de hypermediatisering. Hij veroorzaakte een internationale rel door te beweren dat de Eerste Golfoorlog "niet ging plaatsvinden, niet plaatsvindt en niet heeft plaatsgevonden. We kennen alleen de beelden via de media."
Hij kreeg het verwijt dat hij een minachting had voor de waarheid en de realiteit, maar had vooral de bedoeling erop te wijzen dat het internationale publiek de oorlog vooral als een soort van videogame zag, met dagelijkse bombardementen op Bagdad. Van het echte geweld, zo beweerde hij, hadden we geen notie.

Baudrillards uitspraak "We leven na de orgie" ontstemde velen. "Alles kan en alles mag, alles is bevrijd en er zijn geen taboes meer, maar in de plaats van een opwindend feest levert dit een geweldig gevoel van leegte op. We leven in de hel van hetzelfde", dixit Baudrillard.

## Een kopie zonder origineel
Simulatie, zegt Baudrillard, is de huidige vorm van het simulacrum: een zelfbedacht begrip waarmee hij een 'kopie zonder origineel' bedoelde. In historisch opzicht verwijst hij naar de Renaissance, waar de adel en de clerus pronkten met namaakvoorwerpen om zich te verheffen boven het gewone volk. De Industriële Revolutie bracht massaproductie van goederen, als voorbeeld van simulacra. En heden ten dage het model, dat staat voor eindeloze reproductie.
Baudrillards simulacrumtheorie gaat over de echtheid en werkelijkheid van beelden die wij denken te kennen. In deze theorie wordt gesteld dat de mens het contact met de echte wereld is verloren, doordat hij een beeld van de wereld creëert aan de hand van wat hij in de media ziet. Hij betoogt dat er steeds minder waarheid is, omdat we al onze werkelijkheid baseren op iets wat we zelf (de mensheid) hebben bedacht (in film en media). Een voorbeeld van een simulacrum is dat iedereen weet hoe een neerstortend vliegtuig eruitziet. Maar wij weten dit doordat we dit op televisie hebben gezien. Het 'kennen' van dit beeld is dus niet gebaseerd op onze eigen waarneming, maar op de waarheid die gecreëerd is op de tv. Omdat het een simulacrum een kopie zonder origineel is, valt het dus niet meer te linken aan iets origineels, iets echts.
Volgens de filosoof ontbreekt het in deze tijd aan perspectief en elan en rest er ons het ondergaan van de media, die leven bij de gratie van het voortdurend (her)uitvinden van nieuws.
Als een uitvloeisel van het postmodernisme zag hij, in de politiek, de glimlachende Amerikaanse president Ronald Reagan. Achter die lach verschool zich niet meer dan de grote leegte.

## Navolging
Hoewel Baudrillard zelf nooit tot een denkrichting heeft willen behoren, heeft hij veel invloed gehad bij de latere postmoderne filosofen en mediacritici. In het Nederlands taalgebied behoren onder meer Willem Elias en Johan Sanctorum tot diegenen die voortbouwen op zijn gedachtegoed.
Ook nu nog vindt het werk van Baudrillard waardering onder de millennials. Het platform Vice Media en organisaties als Collectief Ondeugend berichten over voorbeelden van kopieergedrag. Bijvoorbeeld hoe bepaalde lichaamsdelen van Kim Kardashian voortdurend gephotoshopt worden en allang niet meer duidelijk is, hoe het origineel eruitziet.
Tevens valt te lezen, hoe sommige mensen de gebeurtenissen op 11 september 2001 ontkennen en betitelen als een slechte Hollywoodfilm. Wat waarheid is of bedrog, lijkt steeds minder van belang.

## Publicaties
- Le Système des objets (1968)
- La Société de consommation (1970)
- Pour une critique de l'économie politique du signe (1972)
- Le miroir de la production (1973)
- L'échange symbolique et la mort (1976)
- La consommation des signes (1976)
- Oublier Foucault (1977)
- L'effet Beaubourg (1977)
- À l'ombre des majorités silencieuses (1978)
- L'ange de stuc (1978)
- De la séduction (1979)
- Enrico Baj (1980)
- Cool Memories (1980-1985)
  - Een geannoteerde selectie uit Cool Memories is in het Nederlands verschenen onder de titel De onnavolgbare passie van de regel. Uitgave verzorgd door Dick Kleinlugtenbelt (Amsterdam, 2015)
- Simulacres et simulation (1981)
- À l'ombre des majorités silencieuses (1982)
- Les stratégies fatales (1983)
  - De fatale strategieën (vertaald door Maurice Nio en Kees Vollemans) (1985)
- La Gauche divine (1985)
- Amérique (1986)
- L'autre par lui-même (1987)
- Cool Memories 2 (1987-1990)
- La transparence du mal (1990)
- La Guerre du Golfe n'a pas eu lieu (1991)
- L'illusion de la fin ou la grève des événements (1992)
- Fragments, Cool Memories 3 (1991-1995)
- Figures de l'altérité (1994)
- La pensée radicale (1994)
- Le crime parfait (1995)
- Le complot de l'art (1996)
- Le paroxyste indifférent (1997)
- Écran total (1997)
- De l'exorcisme en politique, ou la conjuration des imbéciles (1997)
- Car l'illusion ne s'oppose pas à la réalité (1997)
  - Want illusie is niet in strijd met werkelijkheid, in: Attack!, Fotografie op het scherp van de snede, Johan Swinnen (red.), vertaling Rokus Hofstede, Houtekiet/De Prom (1999)
- Le complot de l'art (1997)
- Illusion, désillusion esthétiques (1997)
- La grande mutation ; enquête sur la fin d'un millénaire (1998)
- À l'ombre du millénaire ou le suspens de l'An 2000 (1998)
- L'échange impossible (1999)
- Sur le destin (1999)
- Sur la photographie (1999)
- Cool Memories IV (2000)
- Les objets singuliers : architecture & philosophie (2000)
  - Unieke objecten: architectuur en filosofie (vertaald door Philippe Lepers)(2014)
- Le complot de l'art, entrevues (2000)
- D'un fragment à l'autre (2001)
- Mots de passe (2000)
- L'élevage de poussière (2001)
- Le ludique et le policier (2001)
- Au royaume des aveugles (2002)
- Power Inferno ; Requiem pour les Twins Towers ; Hypothèse sur le terrorisme ; La violence du Mondial (2002)
- L'esprit du terrorisme (2002)
- Pataphysique (2002)
- Au jour le jour, 2000-2001 (2003)
- Le Pacte de lucidité ou l'intelligence du mal (2004)
- Cahier de l’Herne nº84, (2005)
- Cool Memories V (2005)
- À propos d'Utopie, entretien avec Jean-Louis Violeau (2005)
- Oublier Artaud, dialogue avec Sylvère Lotringer (2005)
- Les exilés du dialogue ; Jean Baudrillard et Enrique Valiente-Noailles, entretien - Galilée (2005)